# Queen of Kings
"Queen of Kings" is een nummer van de Noors-Italiaanse zangeres Alessandra Mele, dat op 9 januari 2023 werd uitgebracht. Het nummer vertegenwoordigde Noorwegen op het Eurovisie Songfestival 2023 na het winnen van Melodi Grand Prix 2023, de nationale finale van Noorwegen voor het Eurovisie Songfestival van dat jaar.  Het nummer piekte op nummer één in de Noorse hitlijsten. En wist in meer dan 20 Europese landen de hitlijsten te halen. 

## Achtergrond
In een interview met Eurovision-fansite Eurovision Fun verklaarde Mele dat het nummer gaat over het tonen van "de kracht van vrouwen, maar ook de kracht van alle mensen, over hoe belangrijk het is om jezelf te voelen". Mele zei dat haar ervaringen als biseksuele vrouw de ontwikkeling van het nummer mee hebben beïnvloed. 

## Eurovisie Songfestival
In de Noorse voorronde won Mele de finale met 233 punten. Zowel bij het publiek als de juryvoting eindigde ze bovenaan. Hiermee mocht ze haar land vertegenwoordigen op het Songfestival. Op 9 mei 2023 opende de zangers de show, en stootte ze door naar de grote finale op zaterdag 13 mei 2023. Mede door 216 punten van de thuisstemmers wist Mele op de vijfde plaats te eindigden.

## Hitnoteringen

### VlaamseUltratop 50
| Hitnotering: 20-05-2023 - heden | Hitnotering: 20-05-2023 - heden | Hitnotering: 20-05-2023 - heden | Hitnotering: 20-05-2023 - heden | Hitnotering: 20-05-2023 - heden | Hitnotering: 20-05-2023 - heden | Hitnotering: 20-05-2023 - heden |
| Week:                           | 1                               | 2                               | 3                               | 4                               | 5                               |                                 |
| ------------------------------- | ------------------------------- | ------------------------------- | ------------------------------- | ------------------------------- | ------------------------------- | ------------------------------- |
| Positie:                        | 21                              | 13                              | 26                              | 20                              | 34                              | uit                             |